# Supergrupo Minas
A sequência estratigráfica do Supergrupo Minas e suas subdivisões correspondem a uma sucessão de rochas sedimentares paleoproterozóicas, que compõem o Quadrilátero Ferrífero juntamente com as rochas do Supergrupo Rio das Velhas, em Minas Gerais. Foram definidas pela primeira vez por Derby em 1906, sendo a mais aceita atualmente a proposta por Dorr 1969, com a sua atual configuração composta por uma junção de contribuições de diversos estudos posteriores. Propõe-se que a estratigrafia do Supergrupo Minas seja formada por cinco grupos: Caraça, Itabira, Piracicaba, Sabará e Itacolomi. 

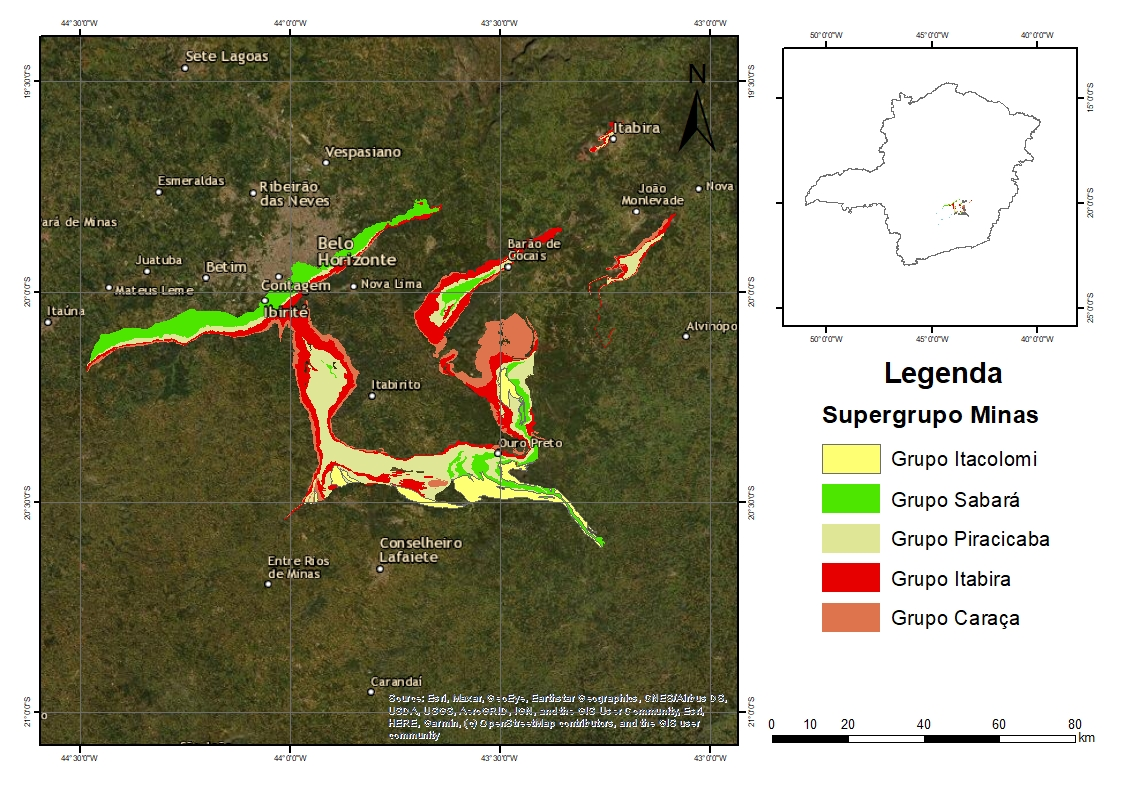
Mapa da localização dos grupos que compõem o Supergrupo Minas no Quadrilátero Ferrífero, Minas Gerais - Brasil.

## Localização
O Supergrupo Minas está localizado no Quadrilátero Ferrífero (QF), na região centro-sudeste de Minas Gerais, próximos as cidades de: Belo Horizonte, Contagem, Nova Lima, Ibirité, Itabirito, Barão de Cocais,Ouro Preto e diversas outras. O QF ocupa uma área de aproximadamente 7.000 km² e é definido como uma porção onde estão centralizados grandes depósitos de ferro.

## Geologia
Compreende uma sequência metassedimentar paleoproterozóica composta principalmente por sedimentos plataformais clásticos e químicos em contato tectônico com a unidade sotoposta. As Rochas do Supergrupo Espinhaço, neoproterozóicas, foram depositadas no topo do Supergrupo Minas em discordância angular com uma sequência de rift englobando brechas sedimentares, conglomerados, quartzitos e rochas metavulcânicas.
Da base para o topo, tem-se sedimentos clásticos do Grupo Caraça, sedimentos químicos do Grupo Itabira, sedimentos clásticos e químicos do Grupo Piracicaba, sedimentos do tipo flysh do Grupo Sabará e por fim, sedimentos clásticos do Grupo Itacolomi.

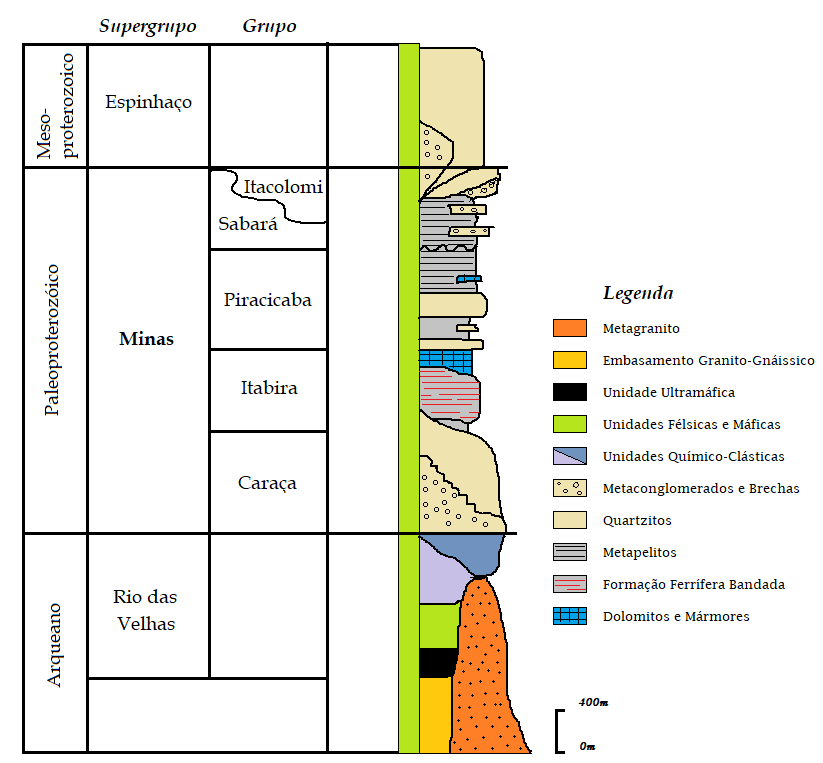
Coluna Estratigráfica do Quadrilátero Ferrífero com ênfase no Supergrupo Minas. Retirado e adaptado de Carlos A. Rosière & Farid Chemale Jr, 2000

### Grupo Caraça
O Grupo Caraça foi definido em 1957 por Dorr, Gair, Pomerene e Ryanerson. É constituído por rochas clásticas, seu contato basal é discordante com as unidades vulcanosedimentares do Supergrupo Rio das Velhas. Esse grupo se divide em duas formações: Moeda, na base, e Batatal, no topo. A Formação basal, primeiramente definida como quartzito caraça (por Harder e Chamberlin), foi renomeada por Wallace, 1958, como Formação Moeda, derivado da própria Serra da Moeda. Essa formação é constituída por quartzitos de grão finos a grossos e contendo sericitas, metaconglomerados e filitos. A Formação Batatal de maneira geral faz contato brusco com a formação Moeda e é composta por filitos sericíticos, filitos grafitosos, formação ferrífera e metacherts. 

### Grupo Itabira
O Grupo Itabira é separado do grupo subjacente porque é predominantemente composto por sedimentos químicos, enquanto o Grupo Caraça é constituído por sedimentos clásticos. O Grupo Itabira é dividido pela Formação Cauê, uma formação ferrífera bandada e Gandarela, que em grande parte se constitui por rochas carbonáticas de vários tipos.
Formação Gandarela foi nomeada por Dorr, 1958. Sendo pouca exposta, foi mapeada em grande parte da Serra da Moeda, nas regiões centrais da Serra do Curral e no Sinclinal Gandarela. A espessura dessa Formação varia de acordo com a localidade, sendo de aproximadamente 750 metros. Faz contato inferior com a Formação Cauê de forma gradacional e com o Grupo Piracicaba, superior, faz contato discordante erosivo. Litologicamente falando, é composta em grande parte por dolomitos com estratos calciticos. A rocha mais visível é um mármore dolomítico, apresentando em algumas porções filitos dolomíticos, formações ferríferas dolomíticas e filitos.
Formação Cauê tem seu afloramento típico no pico de itabirito, sendo um dos lugares que essa Formação está melhor exposta, isso porque em grande parte, ela está abaixo dos solos lateríticos que se formam como produto de intemperismo de seus itabiritos, escondendo suas litologias e contatos. De maneira geral, sua espessura varia entre 300 e 500 metros, dependendo bastante das deformações locais que pode ter sofrido, na porção norte da Serra da Moeda pode chegar até 1.000 metros. O contato com a Formação Batatal ocorre de maneira gradacional que é marcada pelo aumento de hematita dos filitos batatal a medida que se aproximam do Cauê. Essa Formação tem grande distribuição no Quadrilátero Ferrífero e é de suma importância econômica, sendo nela as principais explorações de minério de ferro da região

### Grupo Piracicaba
Esse grupo é constituído por uma sequência clástica contendo as seguintes Formações: Cercadinho, Fecho do Funil, Tabões e Barreiro. A primeira é composta principalmente por alternância de quartzito com filito prateado, enquanto a segunda é formada por filitos dolomíticos. Já a Formação Tabões contém ortoquartzitos finos e equigranulares e, por fim, a Formação Barreiro possui filitos grafitosos. Essas últimas ocorrem de forma não tão aparente. 

### Grupo Sabará
O grupo possui uma espessura com cerca de 3km. O contato inferior com o Grupo Piracicaba é dado por uma discordância erosiva, enquanto que o contato superior com o Grupo Itacolomi ocorre com uma discordância angular. É composto por xistos, filitos, metarenitos, metaconglomerados e metavulcanoclásticas.
As Formações presentes nesse grupo são a Saramenha, onde há intercalação de metadiamictitos, metapelitos, metarenitos, filitos negros, etc. Também ocorre a Formação Estrada Real, depositada sobre a anterior e composta por metarenitos sericíticos que gradam para metaconglomerados polimíticos.

### Grupo Itacolomi
Essa unidade constitui o topo da sequência, composta por quartzitos e metaconglomerados. Os depósitos desse grupo são analisados como sin e pós-tectônico levando em consideração o Evento Transamazônico.

## História Geológica
O embasamento do QF é formado por rochas cristalinas arqueanas, com uma idade de aproximadamente 3.200 Ma. Em seguida, há 2.800 Ma, foram depositadas sucessões sedimentares correspondentes ao Supergrupo Rio das Velhas, durante uma margem convergente. O plutonismo granitoide originou nessa época os greenstones belts arqueanos.
Em um terceiro momento começou a se desenvolver a Bacia Minas, há 2.600 Ma, fazendo com que a região que hoje conhecemos como Quadrilátero Ferrífero se transformasse de um ambiente de plataforma continental para uma bacia de margem passiva, acarretando então um movimento extensional, marcado pela deposição do Grupo Caraça, que da base para o topo ocorre a gradação de conglomerados para metapelitos, indicando uma evolução para um ambiente marinho. O Grupo Itabira, depositado posteriormente após a oxidação dos oceanos devido ao aumento de oxigênio produzido pelas algas durante o Sideriano, proporcionou a formação das BIFs (Formações Ferríferas Bandadas). Em seguida, a deposição do Grupo Piracicaba durante uma alternância de condições transgressivas faz com que sejam formadas filitos carbonáticos, ferruginosos, dolomitos.
Durante o evento Transamazônico, por volta de 2.100 Ma (período Orosírico), a região passa a ser circundada por um cinturão de dobramentos e cavalgamentos, formando zonas de cisalhamento e regiões dobradas, um pouco depois da depositção o Grupo Sabará. O colapso orogênico transamazônico fez com que iniciasse um movimento extensional nesse período, proporcionando a origem de domos e quilhas. Nesse período foram depositadas as rochas do Grupo Itacolomi, o último do Supergrupo Minas. Posteriormente, ocorrereu a intrusão de diques de diabásio e o desenvolvimento de uma bacia oceânica, caracterizada pelo Rifte Espinhaço.

## Importância Econômica
A área do QF é composta por grande parte da população de Minas Gerais, além de ser ativa no setor da extração mineral, tendo como principal commoditie o minério de ferro, presente principalmente nos itabiritos da Formação Cauê, formados no período Riaciano por meio do enriquecimento hidrotermal e posteriormente transformados em corpos maciços e friáveis através de processos supergênicos do Neogeno. Também são produzidos na região minérios de manganês, bauxita, ouro, entre outros.
A mineração, além de influenciar diretamente no PIB do estado, proporciona também um maior investimento financeiro para a unidade federativa, assim como para os municípios influenciados pela mineração, visto que a receita da CFEM (Compensação Financeira pela Exploração Mineral) é distribuída para esses locais. A taxa de alíquota do minério de ferro compreende em 3,5% do faturamento líquido, sendo a maior dentre as demais substâncias.
De acordo com os valores arrecatados da CFEM em Minas Gerais, disponibilizados pela Agência Nacional de Mineração (ANM), até meados de julho de 2022 o estado arrecadou R$1.466.386.135,97. Grande parte das cidades com maiores arrecadações estão localizadas na área do Quadrilátero Ferrífero, como por exemplo: Congonhas, Itabira, Itabirito, Itatiaiuçu, Mariana, Mateus Leme,  Nova Lima, Ouro Preto, Rio Acima, Sabará, Santa Bárbara, São Gonçalo do Rio Abaixo e Sarzedo.